# Liu Baichuan
Liu Baichuan 刘百川 (cinese) (Liuanxian, 1870 – 1964) è stato un artista marziale cinese.
Maestro di Luohanquan famoso nei circoli marziali del 1900.

## Biografia
Liu Baichuan nasce nel villaggio Shiligou (十里勾), contea di Liuanxian (六安县), della provincia di Anhui, nel 1870. Secondo il Wushu Cidian egli studiò da ragazzino lo Shaolinquan con un monaco Taoista ed in seguito Luohanquan sotto la guida di Yang Chengyun (杨澄云), un eminente monaco Shaolin. Nel 1887 ottenne il più alto risultato agli esami imperiali militari. Egli fu anche la guardia del corpo del Nono Panchen Lama.
In Hong Kong sconfisse un Inglese molto forte fisicamente utilizzando la tecnica delle Gambe Continue (Zimu Yuanyang Lianhuantui , 子母鸳鸯连环腿, che esattamente significa Gambe Concatenate dell'Anatra Mandarina Madre Figlio).
Per i suoi conseguimenti Sun Yatsen (孫中山) lo premiò con una targa con scritto “Spirito Marziale” (Shangwu Jingshen, 尚武精神).
Nel 1923 fondò il comitato del Guomindang della città di Hankou (漢口) e partecipò al secondo congresso di quel partito. Lavorò come istruttore militare all'Accademia Wampoa e fu guardia del corpo di Chiang Kai-shek.
Nel 1928 Liu stringe una fratellanza marziale con Du Xinwu, perciò Wan Laisheng diventa anche allievo di Liu.
Nel 1937 sotto l'incalzare dell'invasione Giapponese Liu Baichuan tornò al proprio villaggio d'origine e nel 1949 si trasferì a vivere ad Hangzhou dove nel 1956 divenne il Vice Presidente della Associazione di Wushu dello Zhejiang.
Nel 1961 Zhou Enlai lo invitò ad accompagnarlo in Burma, ma egli declinò l'invito per l'età avanzata.
Nel 1964 muore all'età di novantaquattro anni.

## Il suo Luohanquan
Liu Baichuan apprese da Yang Chengyun il Piccolo Arhat (Xiao Luohan, 小罗汉) ed i Colpi Spirituali dell'Arhat (Luohan Shenda, 罗汉神打). I Luohan Shenda comprendono: Otto Gambe Interne (Nei Ba Tui, 内八腿), Otto Gambe Esterne (Wai Ba Tui, 外八腿), Otto Colpi Interni (Nei Ba Chui, 内八锤), Otto Colpi Esterni (Wai Ba Chui, 外八锤), Otto Percosse Luminose (Ming Ba Da, 明八打) e Otto Percosse Tenebrose (An Ba da, 暗八打). Siccome Liu aveva tecniche di Gambe eccellenti era chiamato “Il Piede più importante del sud della Cina” (Jiangnan Diyi Jiao, 江南第一脚).